# 有梗越桔
有梗越桔（学名：Vaccinium henryi var. chingii）为杜鹃花科越桔属下的一个变种。

## 扩展阅读
- 維基物種上的相關：有梗越桔